# Sura phoenicia
Sura phoenicia is een vlinder uit de familie wespvlinders (Sesiidae), onderfamilie Sesiinae.
Sura phoenicia is voor het eerst wetenschappelijk beschreven door Hampson in 1919. De soort komt voor in het Oriëntaals gebied.